# Lebanon (Oregon)
Lebanon – miasto w Stanach Zjednoczonych, w stanie Oregon, w hrabstwie Linn.